# Orsa distrikt
Orsa distrikt är det enda distriktet i Orsa kommun i Dalarnas län. Distriktet ligger omkring Orsa i nordöstra Dalarna.

## Tidigare administrativ tillhörighet
Distriktet inrättades 2016 och utgörs av hela Orsa kommun som också motsvarar Orsa socken.
Området motsvarar den omfattning Orsa församling hade 1999/2000.

## Tätorter och småorter
I Orsa distrikt finns två tätorter och fyra småorter.

### Tätorter
- Orsa
- Skattungbyn

### Småorter
- Kallmora
- Maggås
- Risa (del av)
- Åberga